# Ruellia petiolaris
Ruellia petiolaris är en akantusväxtart som först beskrevs av Christian Gottfried Daniel Nees von Esenbeck, och fick sitt nu gällande namn av T.F. Daniel. Ruellia petiolaris ingår i släktet Ruellia och familjen akantusväxter. Inga underarter finns listade i Catalogue of Life.